# Birjoeljovo-radius
De Birjoeljovo-radius (Russisch: Бирюлёвская линия) is een geplande metrolijn van de metro van Moskou die vanaf station Klenovy Boelvar naar het zuiden zal lopen. De lijn loopt door de buurten Nagatinski Zaton, Petsjatniki, Moskvoetsje-Saboerovo, Tsaritsyno en Birjoeljovo. Volgens de planning kan de aanleg in 2025 van start gaan.

## Geschiedenis
Plannen voor de Birjoeljovo-radius stammen al uit de jaren 70 van de twintigste eeuw toen rond het dorp Birjoeljovo begonnen werd met hoogbouw. De lijn is een van de radiaallijnen die tussen de Grote Ringlijn en de voorsteden tussen bestaande lijnen worden gebouwd. Deze radialen krijgen geen stations in het centrum en zijn bedoeld als extra capaciteit naast bestaande lijnen. Het kaderplan voor de Moskouse metro voorziet op langere termijn in het samenvoegen met de Roebljevo-Archangelsk-lijn, de radius in het noordwesten, tot Mnjovniki-Birjoeljovo lijn langs de zuidrand van het centrum.

## Plannen
De lijn is in drie bouwdelen opgedeeld. Het eerste deel, met acht stations, loopt tussen station ZiL, het beoogde overstappunt tussen de ringspoorlijn en de verbindingstunnel tussen de Kozjoechovskaja-lijn en de Kommoenarka-radius, en de MKAD bij Birjoeljovo. Het tweede deel met eveneens acht stations loopt ten zuiden van de MKAD via Boetovo en Tsjerbinka naar Poslenje-Rjazanovskoje. Het derde deel is de verbinding tussen Zil en Delovoj Tsentr via Froenzenskaja,  Sjabolovskaja en Toelskaja, waar kan worden overgestapt op de kruisende lijnen.

## Metrostations eerste deel
| Station           | Overstappunt | Foto | Opening | Opmerkingen |
| ----------------- | ------------ | ---- | ------- | ----------- |
| ZiL               |              |      |         |             |
| Ostrov Metsjy     |              |      |         |             |
| Klenovy Boelvar   |              |      |         |             |
| Koerjanovo        |              |      |         |             |
| Moskvoretsje      |              |      |         |             |
| Kavkazsky Boelvar |              |      |         |             |
| Kaspijskaja       |              |      |         |             |
| Lipetskaja        |              |      |         |             |
| Lebedjanskaja     |              |      |         |             |
| Birjoeljovo       |              |      |         |             |